# Chó Husky Alaska Mỹ-Ấn
Chó Husky Alaska Mỹ-Ấn (tiếng Anh: Ameri-Indian Alaska Husky) là một loại phụ của giống chó Husky Alaska, tùy trường hợp có thể được xem là một loại hoặc một giống chó. Giống chó này gợi nhớ đến những giống chó bản địa hoặc chó gốc Mỹ theo định hướng giống chó gia đình, được nhìn nhận về mối quan hệ đối với gia đình hoặc liên kết với con người cách mạnh mẽ và có thân hình vạm vỡ, thích ứng với nhiệt độ luôn thay đổi.

## Lịch sử
Chó đã có mặt ở thời kỳ tiền Colombo, có lẽ là do những người di cư đầu tiên từ châu Á mang đến. Các nghiên cứu về chó làng, chó đường phố đã chỉ ra gần như tổng số chó nguyên thủy tại đây đã bị thay thế bằng các giống chó có nguồn gốc từ châu Âu, nhưng mức độ mà các giống Bắc cực, Bắc và Nam Mỹ là hậu duệ của quần thể ban đầu vẫn có được ước định.

## Tính cách
Chó Husky Alaska Mỹ-Ấn dễ làm việc và tập luyện hơn Chó Husky Alaska. Chúng là những chú chó gia đình thích nghi dễ dàng với các môi trường sống khác nhau.
Những con chó giống này được biết đến với trí thông minh và lòng trung thành của chúng. Không chỉ những con chó này tự nhiên mong muốn làm hài lòng chủ nhân, nhưng chúng đã trở nên vô cùng trung thành và bảo vệ gia đình của chúng. Do bản năng bảo vệ của chó Husky Alaska Mỹ-Ấn, chó Husky Alaska Mỹ-Ấn bản địa có thể e dè với người lạ, nếu chúng không được huấn luyện hòa nhập đúng cách từ khi còn nhỏ.